# باغ

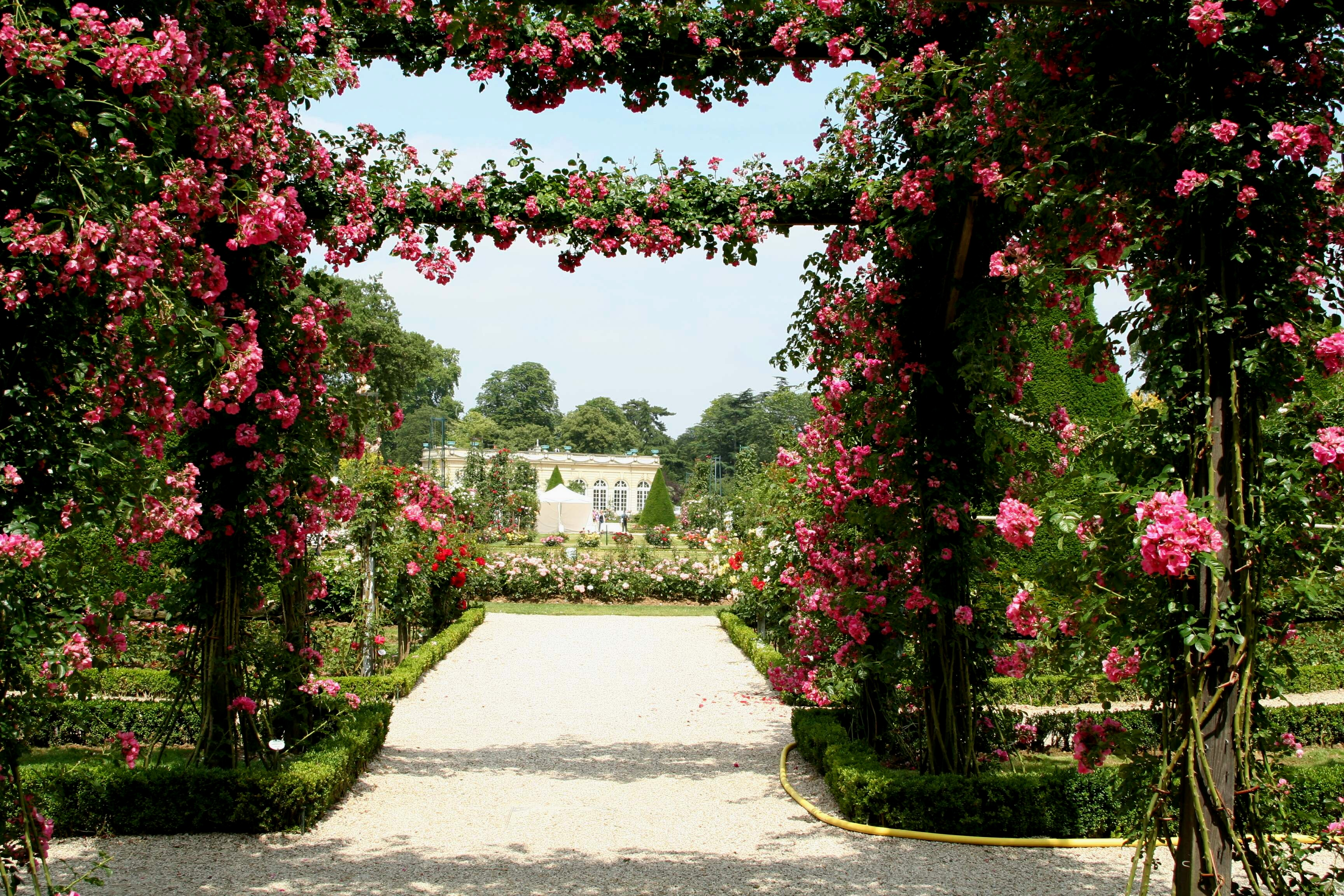
یک باغ رُز در فرانسه.

باغ زمینی است که برای پرورش گل، میوه و درختان حصارکشی شده باشد.

## ریشه‌شناسی واژه
صورت فارسی میانه واژه، همان باغ و صورت فارسی باستان آن باگَ بوده‌است به معنی بخش یا تقسیم یا قطعه زمین زیر کشت.
باغ، واژه‌ای فارسی است که در پهلوی و سغدی نیز به همین شکل به‌کار برده می‌شده. دیگر واژهٔ به‌کاررفته در زبان‌های ایرانی برای باغ واژهٔ «پردیس» است که این خود واژه‌ای است برگرفته از پارسی باستان (پارادئزا) به معنی باغ و بوستان. پارادئزا در اوستا نیز دو بار به‌کار رفته‌است. این واژه در پهلوی پالیز شده و در فارسی دری هم به‌کار رفته‌است، هرچند که امروز پالیز (جالیز) را کشتزار خیار و هندوانه و گاه سبزی‌کاری گویند. در دوران هخامنشیان و بعد از آن سرتاسر ایران پر بود از باغ‌های بزرگ و باشکوه، به گونه‌ای که گزنفون نیز چندین بار از آن‌ها یاد می‌کند. این باغ‌ها که در روزگار خود بی‌نظیر بود در دیگر تمدن‌های بزرگ سابقهٔ این‌چنینی نداشت و مردم بسیاری نقاط جهان را جالب نظر آمد؛ به همین دلیل به اقتباس از ایرانیان باغ‌هایی در بسیاری نقاط جهان ساخته شد و همان واژهٔ فارسی برای نام‌گذاری آن‌ها به‌کار برده شد. امروزه این واژه در زبان یونانی به‌صورت Paradeisos به معنی باغ، و زبان‌های فرانسه و انگلیسی به ترتیب Paradis و Paradise به معنای بهشت به‌کار می‌رود.

### واژهٔ باغ در ادبیات فارسی
از حافظ:
| گر چه صد رود است از چشمم مدام |  | زنده رود و باغ کاران یاد باد |

| باغبان گر پنج روزی صحبت گل بایدش |  | بر جفای خار هجران، صبر بلبل بایدش |

| هر که اندر راه ما خاری فکند از دشمنی |  | هر گلی کز باغ وصلش بشکفد، بی خار باد |

از سعدی:
| باغ تفرج است و بس، میوه نمی‌دهد به کس |  | جز به نظر نمی‌رسد سیب درخت قامتش |

از مولوی:
| بی تو اگر بسر شدی زیر جهان زبر شدی |  | باغ ارم سقر شدی بی تو بسر نمی‌شود |

## تاریخ

### باغ عدن

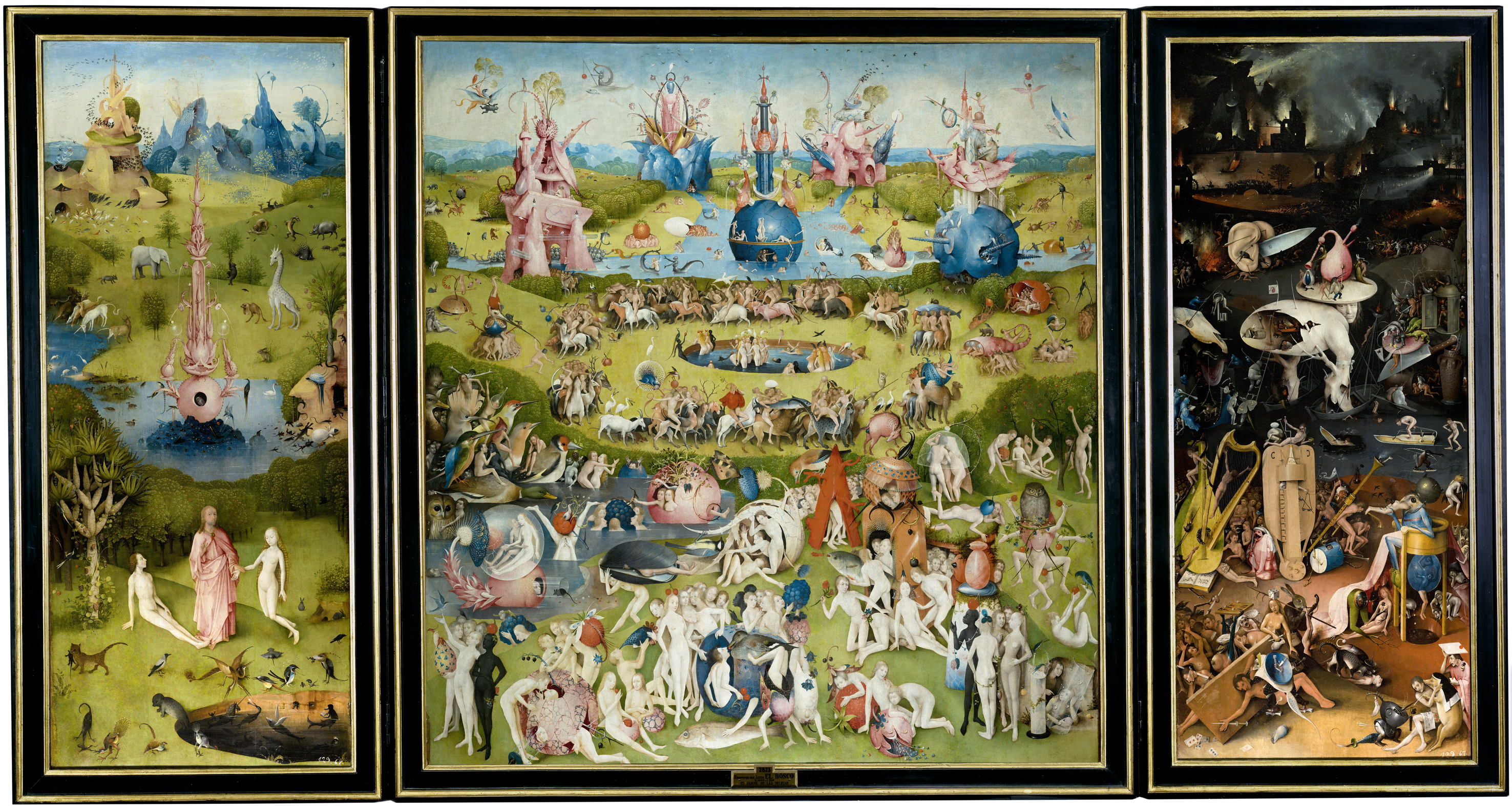
باغ لذت‌های دنیوی اثر هیرونیموس بوش

باغ عدن طبق شرحی که در باب دوم سفر پیدایش از کتب مقدس یهودیان و مسیحیان، در عهد عتیق آمده، باغی است که با تمامی درختان خوش‌منظر توسط خدا در عدن به طرف شرق غرس می‌شود و نخستین انسان یعنی آدم پس از آفرینش، در آن قرار می‌گیرد تا کار آن را بکند و از آن مراقبت نماید. محل دقیق باغ عدن موضوع جدل و اندیشه در میان متفکران دینی است. بین کسانی که به واقعی بودن آن معتقدند، نظریه‌های گوناگون موقعیت آن را مکان‌هایی مانند سرچشمه‌های دجله و فرات در جنوب بین‌النهرین، آفریقا یا رأس خلیج فارس حدس می‌زنند. برخی نیز آن را یک استعاره دانسته‌اند.

## نگارخانه

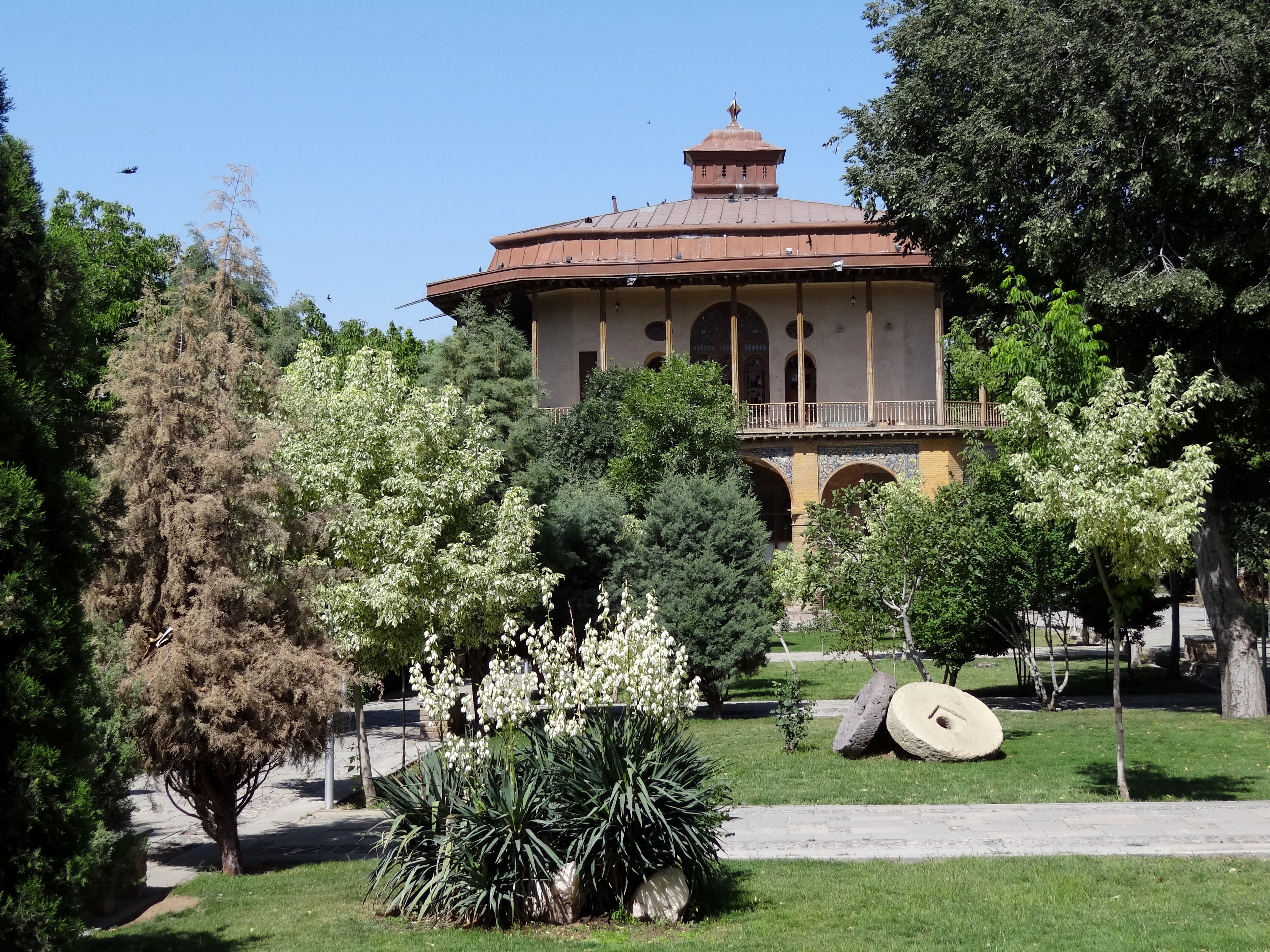
چهل‌ستون قزوین
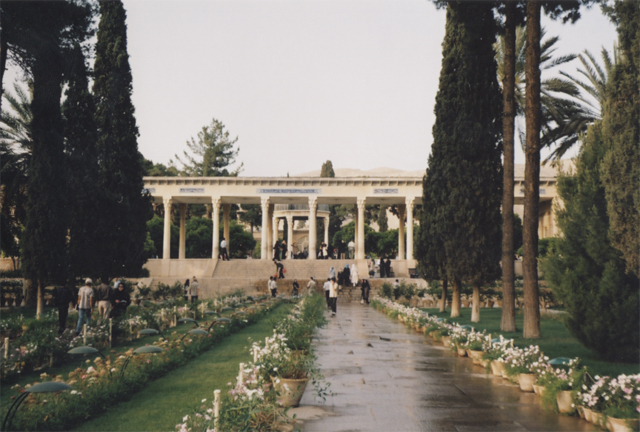
حافظیه
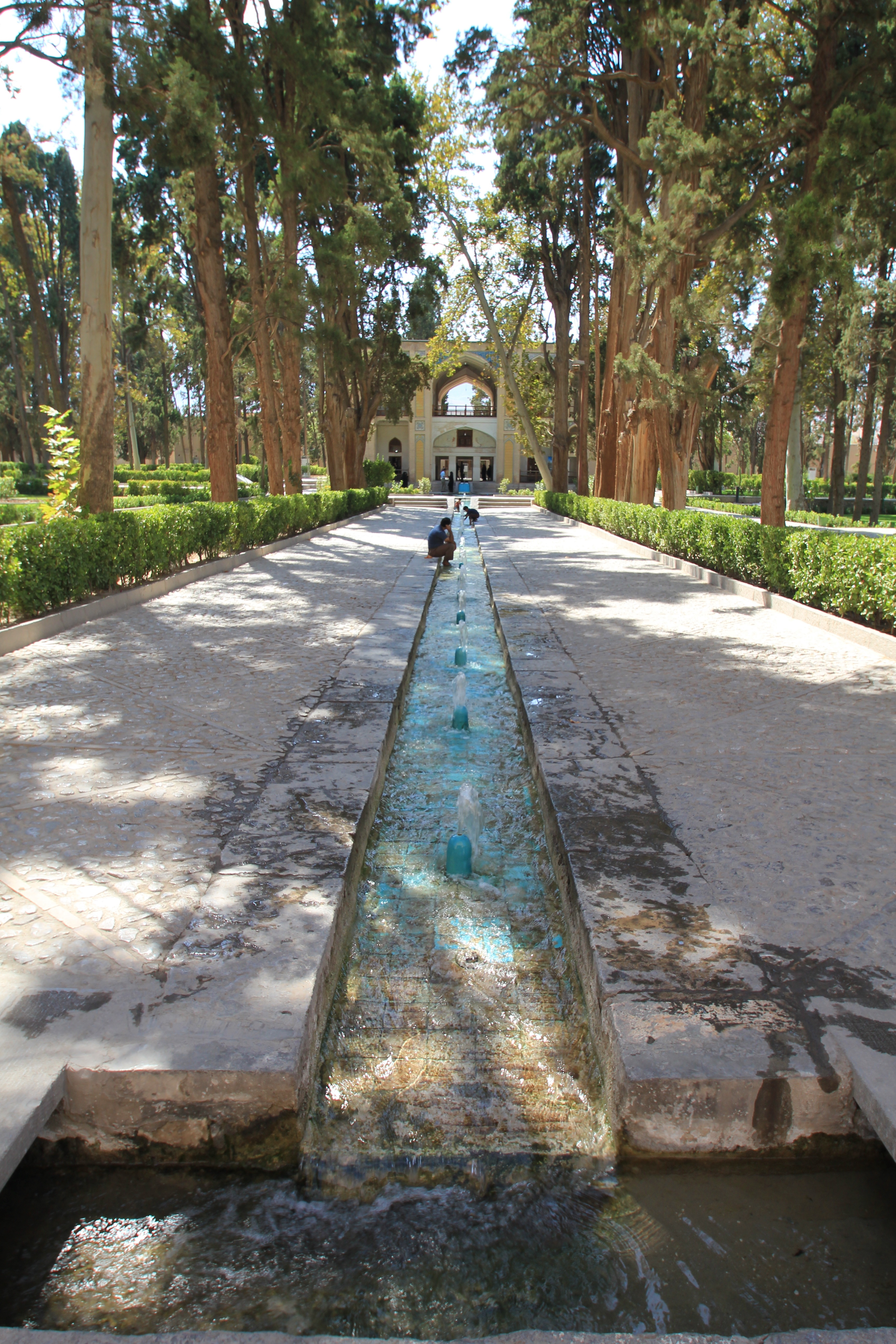
باغ فین
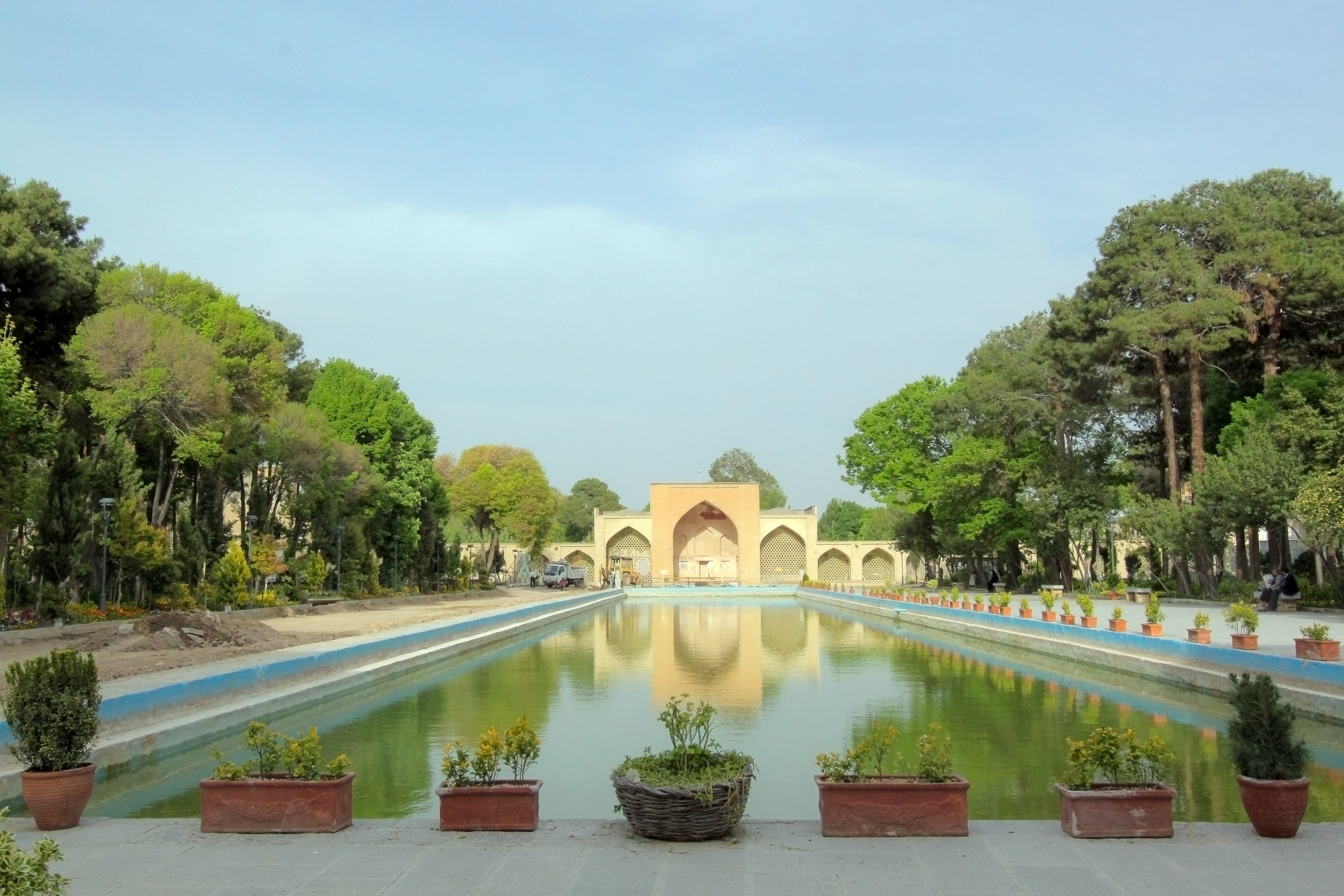
چهل‌ستون اصفهان
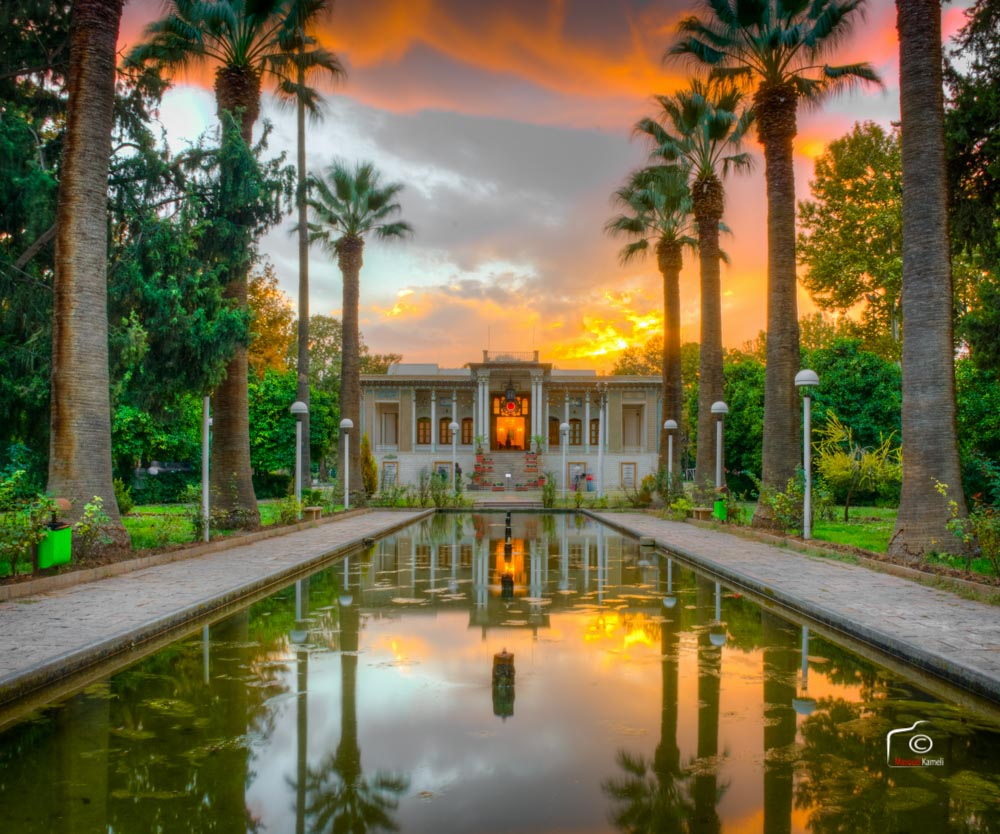
باغ عفیف‌آباد
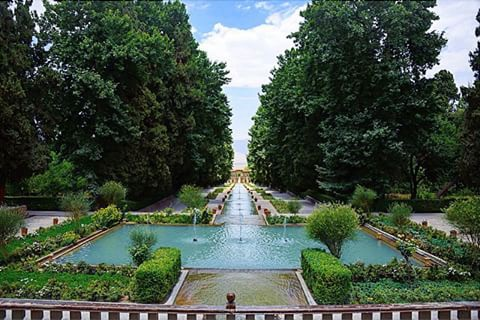
باغ شاهزاده ماهان
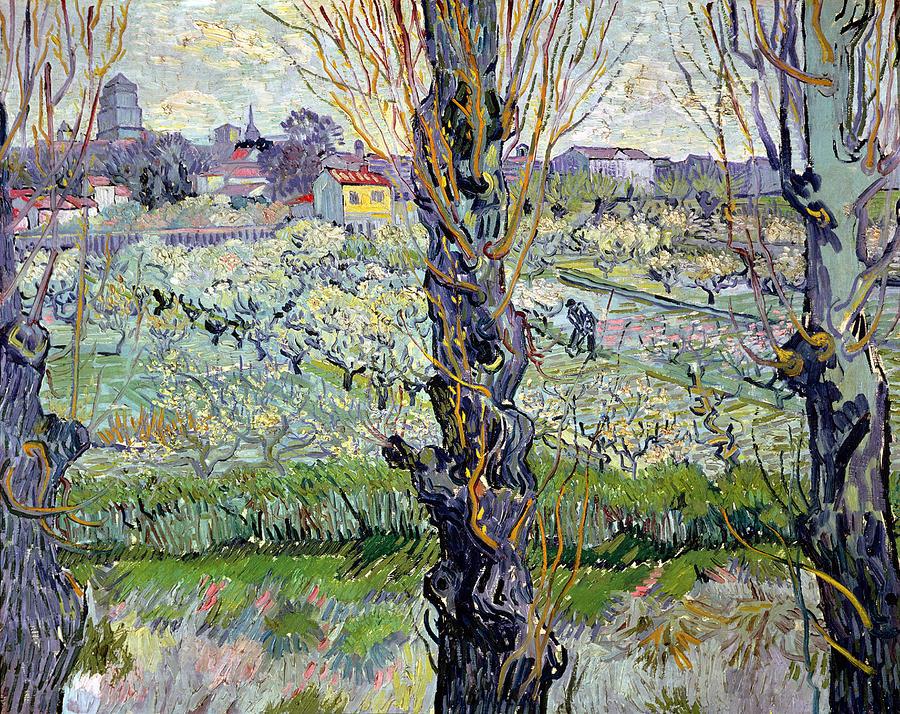
ارل: نمایی از باغ میوه پرگل
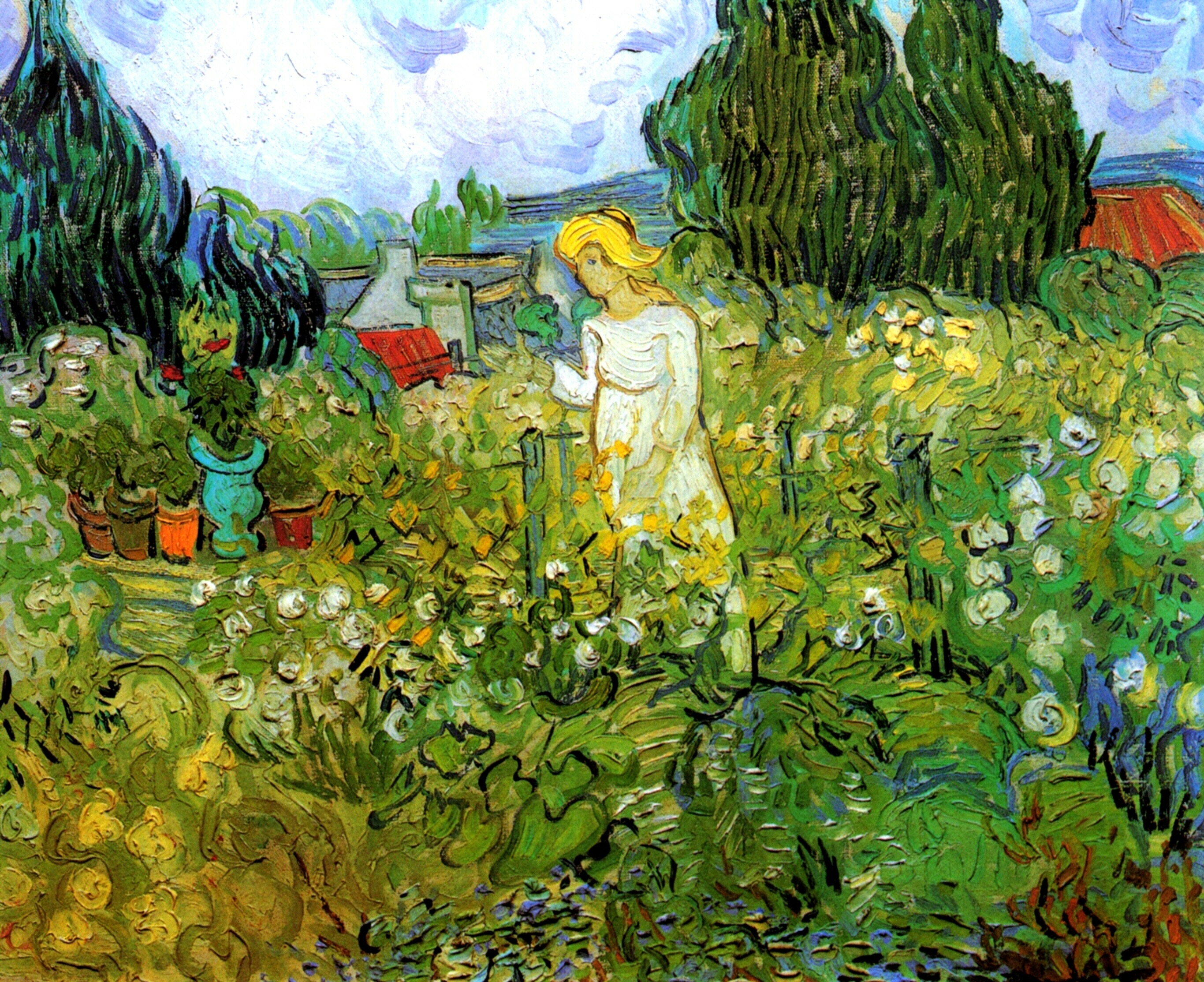
مارگریت گاشه در باغ
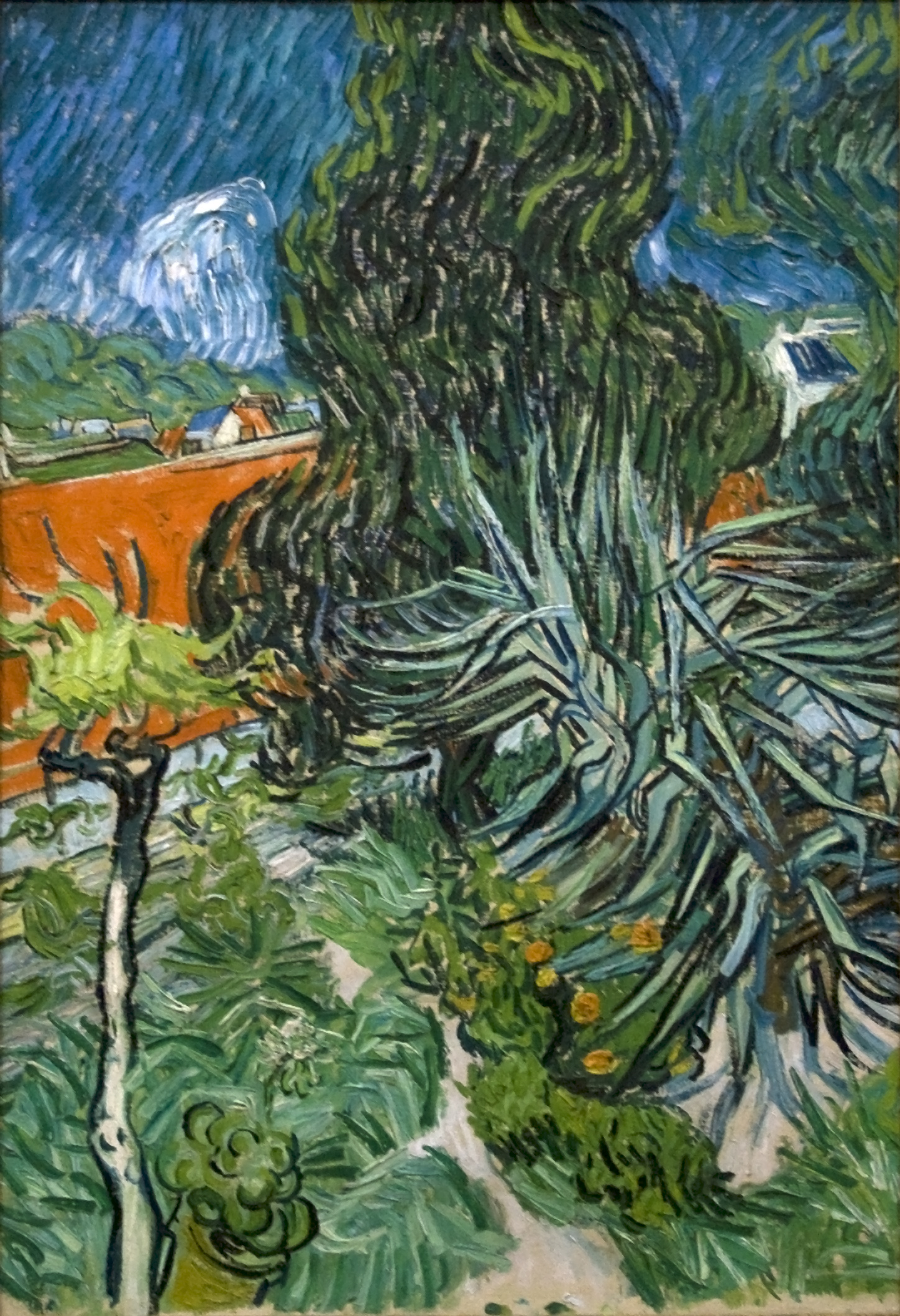
باغ دکتر گاشه در اوور